# Siège de Rennes (1356-1357)
Pour les articles homonymes, voir Siège de Rennes.
- A. Portes Mordelaises
- B. Vieux Château
- C. Église Saint-Sauveur
- D. Emplacement approximatif du Pré Raoul

Guerre de succession de Bretagne
Batailles
Le siège de Rennes de 1356-1357 est un épisode de la guerre de succession de Bretagne.
Il s'agit du troisième siège de la ville durant cette guerre : d'avril à mi-mai 1341, Rennes est assiégée par Jean de Montfort, qui finit par s'en emparer. La ville est reprise l'année suivante par les troupes blésistes après quelques jours de siège. Entre les deux événements, Rennes s'était tenue à l'écart des agitations, jusqu'à ce qu'après la bataille de Poitiers, Henry de Grosmont, duc de Lancastre, vienne en octobre 1356 assiéger Rennes, espérant ainsi précipiter la fin de la guerre de Succession.

## Déroulement
Plutôt que tenter de prendre la ville par force, et malgré sa grande supériorité numérique, Lancastre préfère établir un blocus visant à affamer les habitants. À cette époque, les remparts n'ont pas encore été étendus aux faubourgs qui s'étaient développés hors de la zone de l'enceinte gallo-romaine, et c'est celle-ci (renouvelée au siècle précédent) qui est assiégée, les faubourgs quant à eux se retrouvant largement ruinés.
Après la Bataille de Poitiers en 1356 dans lequel Jean II le Bon est fait prisonnier, Guy XII de Laval se jette dans Rennes avec le vicomte Jean Ier de Rohan et d'autres seigneurs, pour défendre cette place assiégée par Henry de Grosmont. Cette opération est sans doute effectuée pour Couanier de Launay sur la demande de son oncle Pierre de Laval, alors évêque de Rennes.
La défense de Rennes est assurée par Guillaume de Penhoët, surnommé de Tors Boiteux, qui réside au château, assisté par Bertrand Ier de Saint-Pern, commandant dans la ville et parrain de Bertrand Du Guesclin.
Du fait de la méthode employée par les assiégeants, le siège traîne en longueur, sans action militaire d'éclat, et s'il est resté célèbre, c'est surtout pour les ruses déployées par les défenseurs.

### Le «miracle» de l'église Saint-Sauveur
En février 1357, des habitants de Rennes entendent des bruits souterrains qui leur font comprendre que Lancastre a ordonné le percement d'une galerie sous les remparts, espérant pouvoir faire discrètement déboucher des troupes au cœur de la ville. Penhoët, mis au courant, ordonne aux habitants des maisons proches des remparts de suspendre chez eux des bassines de cuivre contenant des boules métalliques, afin de déterminer l'emplacement exact de la galerie grâce aux vibrations causées par le travail de mine. Une fois l'emplacement déterminé, une contre-mine est creusée, et une troupe de soldats commandée par Saint-Pern massacre les sapeurs avant de mettre le feu aux poutres soutenant le boyau.
Alain Bouchart, dans ses Grandes Chroniques de Bretagne, place l'endroit de la contre-mine à l'intérieur de l'église Saint-Sauveur, juste sous le crucifix. Une légende apparue plus tard, affirme que la statue d'une Vierge à l'Enfant située dans une chapelle de l'église se serait miraculeusement animée, montrant du doigt l'endroit où il fallait creuser. Un culte est depuis rendu à cette statue, nommée Notre-Dame des Miracles et des Vertus.

### Le troupeau de porcs
Un épisode encore plus célèbre de ce siège est celui ayant trait au troupeau de porcs (2 000 à 4 000 selon Michel de Mauny) que Lancastre, connaissant l'état de famine à l'intérieur des murs, fait paître devant les portes Mordelaises pour attirer les Rennais hors de la ville. Le capitaine de Penhoët s'illustre à nouveau en faisant suspendre à une poterne de la porte une truie dont les cris attirent les cochons, qui pénètrent dans la ville avant que les Anglais puissent réagir. Les bourgeois, éclatant de rire en haut des remparts, profitent de l'occasion pour se moquer de leurs assiégeants restés bouche bée devant la ruse : « Vous nous devez des gages, car nous sommes maintenant vos porchers ! »,,

### Du Guesclin entre en ville

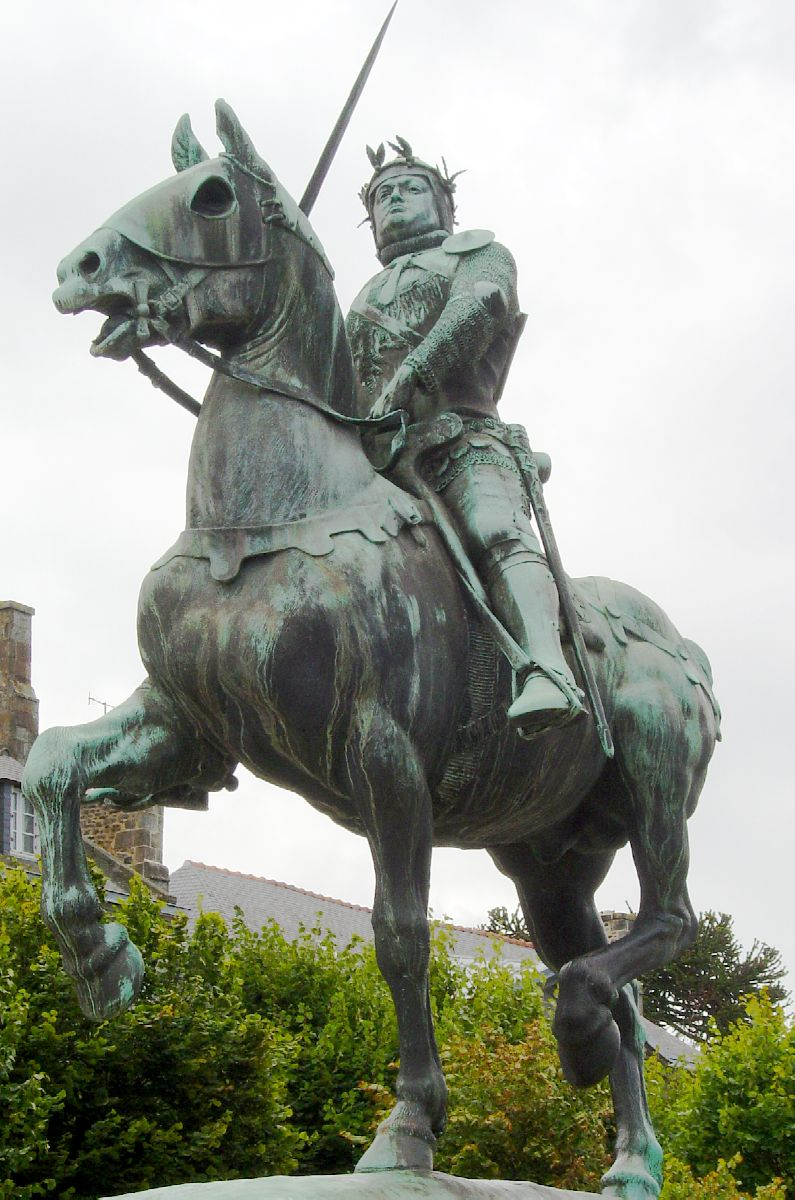
Bertrand Du Guesclin.

Peu après, un autre ravitaillement est apporté par Bertrand Du Guesclin, qui entre dans la ville avec de pleines charrettes de vivres, en détournant par la ruse l'attention du duc anglais, lui ayant fait croire à l'approche d'une troupe de mercenaires allemands. Son arrivée galvanise les assiégés, et les semaines suivantes voient se produire une série de coups de main et de duels, Du Guesclin s'illustrant à nouveau durant l'un d'entre eux, contre l'Anglais Bramborc.

## Issue
Si pour Michel de Mauny, le siège est levé en février ou mars 1357 par des secours commandés par un certain Thibaud de Rochefort, les autres sources s'accordent à dire que la ville est rançonnée par Lancastre. Elles divergent cependant sur la conclusion à en tirer.
L’Histoire de Bretagne d'Henri Poisson et Jean-Pierre le Mat précise que le siège est levé à la suite d'un traité entre la France et l'Angleterre, mais n'indique ni date, ni le montant pris par le duc aux habitants. Jean-Pierre Leguay précise quant à lui l'un et l'autre : le 5 juillet 1357, le siège est levé au prix d'une rançon de 100 000 écus dont 20 000 comptant. Il indique également qu'il s'agit là d'un compromis entre Lancastre et les Rennais. L’Histoire de Rennes parue en 2006 y voit en revanche une capitulation pure et simple, seule sa défense honorable lui épargnant un pillage en règle.